# Större fläckhavsmandel
Större fläckhavsmandel (Philine catena) är en snäckart som först beskrevs av Montagu 1803. Större fläckhavsmandel ingår i släktet Philine och familjen havsmandelsnäckor. Arten är reproducerande i Sverige.